# اينار هاوغن
اينار هاوغن (بالإنجليزية: Einar Haugen)‏ هو أستاذ جامعي أمريكي، ولد في 19 أبريل 1906 في سيوكس سيتي في الولايات المتحدة، وتوفي في 20 يونيو 1994.